# Hovden (Setesdal)
Hovden este o localitate din comuna Bykle, provincia Aust-Agder, Norvegia, cu o suprafață de 0,62 km² și o populație de 394 locuitori (2013).